# Circus Live
Circus Live je koncertní dvojalbum velšského hudebníka a skladatele Johna Calea, vydané v roce 2007 u EMI Records. Album rovněž vyšlo jako DVD, které obsahovalo videoklip „Jumbo (In Tha Modern World)“, remix „Gravel Drive“, novou verzi skladby „Big White Cloud“ a záznamy ze zkoušky. Nahrávky pocházejí z let 2004 a 2006. Část byla nahrána v sále Paradiso v Amsterdamu. Producentem alba byl sám John Cale, vedoucí producentkou pak jeho manažerka Nita Scott.

## Seznam skladeb

### 2CD
| Disk 1 | Disk 1                                       | Disk 1      | Disk 1                                                                      | Disk 1 |
| Pořadí | Název                                        | Autor       | Původní album                                                               | Délka  |
| ------ | -------------------------------------------- | ----------- | --------------------------------------------------------------------------- | ------ |
| 1.     | Venus in Furs                                | Lou Reed    | The Velvet Underground & Nico (1967)                                        | 6:22   |
| 2.     | Save Us                                      | John Cale   | Helen of Troy (1975)                                                        | 3:20   |
| 3.     | Helen of Troy                                | Cale        | Helen of Troy (1975)                                                        | 5:42   |
| 4.     | Woman                                        | Cale        | Black Acetate (2005)                                                        | 5:27   |
| 5.     | Buffalo Ballet                               | Cale        | Fear (1974)                                                                 | 4:07   |
| 6.     | Femme Fatale“ / „Rosegarden Funeral of Sores | Reed / Cale | The Velvet Underground & Nico (1967) / B-strana singlu „Mercenaries“ (1980) | 6:33   |
| 7.     | Hush                                         | Cale        | Black Acetate (2005)                                                        | 3:42   |
| 8.     | Outtathebag                                  | Cale        | Black Acetate (2005)                                                        | 4:44   |
| 9.     | Set Me Free                                  | Cale        | Walking on Locusts (1996)                                                   | 4:43   |
| 10.    | The Ballad of Cable Hogue                    | Cale        | Helen of Troy (1975)                                                        | 5:06   |
| 11.    | Look Horizon                                 | Cale        | HoboSapiens (2003)                                                          | 5:15   |
| 12.    | Magritte                                     | Cale        | HoboSapiens (2003)                                                          | 4:12   |
| 13.    | Dirty Ass Rock and Roll                      | Cale        | Slow Dazzle (1975)                                                          | 6:30   |

| Disk 2 | Disk 2                      | Disk 2                  | Disk 2                             | Disk 2 |
| Pořadí | Název                       | Autor                   | Původní album                      | Délka  |
| ------ | --------------------------- | ----------------------- | ---------------------------------- | ------ |
| 1.     | Walking the Dog             | Rufus Thomas            | —                                  | 6:11   |
| 2.     | Gun                         | Cale                    | Fear (1974)                        | 12:59  |
| 3.     | Hanky Panky Nohow           | Cale                    | Paris 1919 (1973)                  | 4:59   |
| 4.     | Pablo Picasso“ / „Mary Lou  | Jonathan Richman / Cale | Helen of Troy (1975) / Guts (1977) | 12:25  |
| 5.     | Drone-Intro Amsterdam Suite | Cale                    | —                                  | 4:07   |
| 6.     | Zen                         | Cale                    | HoboSapiens (2003)                 | 5:43   |
| 7.     | Style It Takes              | Cale, Reed              | Songs for Drella (1990)            | 5:14   |
| 8.     | Heartbreak Hotel            | Axton, Durden, Presley  | Slow Dazzle (1975)                 | 6:52   |
| 9.     | Mercenaries (Ready for War) | Cale                    | Sabotage/Live (1979)               | 8:42   |
| 10.    | Outro Drone                 | Cale                    | —                                  | 2:43   |

### DVD
| Elektrické skladby | Elektrické skladby   | Elektrické skladby     | Elektrické skladby      | Elektrické skladby |
| Pořadí             | Název                | Autor                  | Původní album           | Délka              |
| ------------------ | -------------------- | ---------------------- | ----------------------- | ------------------ |
| 1.                 | Model Beirut Recital | Cale, David Young      | Caribbean Sunset (1985) |                    |
| 2.                 | Sold Motel           | Cale                   | Black Acetate (2005)    |                    |
| 3.                 | Gun                  | Cale                   | Fear (1974)             |                    |
| 4.                 | Reading My Mind      | Cale                   | HoboSapiens (2003)      |                    |
| 5.                 | Heartbreak Hotel     | Axton, Durden, Presley | Slow Dazzle (1975)      |                    |

| Akustické skladby | Akustické skladby         | Akustické skladby | Akustické skladby        | Akustické skladby |
| Pořadí            | Název                     | Autor             | Původní album            | Délka             |
| ----------------- | ------------------------- | ----------------- | ------------------------ | ----------------- |
| 1.                | Dancing Undercover        | Cale              | Walking on Locust (1996) |                   |
| 2.                | You Know More Than I Know | Cale              | Fear (1974)              |                   |
| 3.                | GravelDrive               | Cale              | Black Acetate (2005)     |                   |
| 4.                | Chorale                   | Cale              | Sabotage/Live (1979)     |                   |
| 5.                | Ghost Story               | Cale              | Vintage Violence (1970)  |                   |

| Bonusy | Bonusy                                  | Bonusy | Bonusy               | Bonusy |
| Pořadí | Název                                   | Autor  | Původní album        | Délka  |
| ------ | --------------------------------------- | ------ | -------------------- | ------ |
| 1.     | Jumbo (In Tha Modern World) (videoklip) | Cale   | nevyšlo              |        |
| 2.     | Gravel Drive (remix)                    | Cale   | Black Acetate (2005) |        |
| 3.     | Big White Cloud (verze 2007)            | Cale   | nevyšlo              |        |

## Obsazení

### Hudebníci
2004
- John Cale
- Mark Deffenbaugh – akustická kytara, banjo, harmonika
- Deantoni Parks – bicí, samply
- Charlie Campagna – drone samply

2006
- John Cale – zpěv, elektrická kytara, akustická kytara, klávesy, elektrická viola, samply
- Dustin Boyer – kytara, doprovodné vokály
- Joseph Karnes – baskytara, klávesy, doprovodné vokály, samply
- Michael Jerome – bicí, doprovodné vokály, samply

### Technická podpora
- John Cale – producent
- Creed Dew – zvukový inženýr
- Simon Fierens – zvukový inženýr
- Ronald Trijber – zvukový inženýr
- Adam Moseley – zvukový inženýr (mixing)
- Alyssa Pittaluga – asistent zvukového inženýra
- Ian Singleton – asistent zvukového inženýra
- Mike Laza – asistent zvukového inženýra
- Nita Scott – vedoucí producent